# PKP-Baureihe Pm36
Die Baureihe Pm36 bestand aus zwei Pacific-Schnellzugdampflokomotiven der Polnischen Staatsbahn PKP. Wegen ihres eleganten Äußeren sind die Lokomotiven auch als Piękna Helena (Schöne Helena) bekannt.

## Geschichte
Die Reihe Pm36 wurde 1937 bei Fablok in Chrzanów in zwei Exemplaren gebaut. Die mit einer Stromlinienverkleidung versehene Pm36-1 wurde 1937 auf der Weltausstellung in Paris ausgestellt und wurde dort mit einer Goldmedaille prämiert. Sie erreichte bei Versuchsfahrten in Deutschland 150 km/h. Eine vorgesehene Serienfertigung der Lokomotiven kam wegen des Zweiten Weltkrieges nicht mehr zustande.
Zunächst wurde 1939 die Stromlinienverkleidung der Pm36-1 entfernt, die Lokomotive wurde in den Bestand der Deutschen Reichsbahn eingereiht und in Berlin-Grunewald eingesetzt. Sie erhielt die Betriebsnummer 18 601. Die zweite, unverkleidete Lok wurde zunächst sowjetische Beute. Nach dem Beginn des Russlandfeldzuges gelangte sie ebenfalls in deutschen Besitz. Die Reichsbahn Betriebsnummer 18 602 war vorgesehen aber nie angebracht. Die 18 601 (Pm36-1) befand sich 1945 zu Kriegsende in Berlin, sie wurde nach Belarus abgefahren und am 10. Oktober 1952 ausgemustert. Nach deutscher Eroberung, österreichischem Exil und sowjetisch veranlasstem Abtransport wurde die Pm36-2 ab 1947 wieder von den PKP vor Schnellzügen eingesetzt (als Pm36-1). Am 19. Juni 1970 wurde die Lokomotive als Einzelgänger ausgemustert und gelangte in den Bestand des Eisenbahnmuseums Warschau. Jetzt steht sie als betriebsfähiges Freilichtexponat für Sonderzüge von Eisenbahnfreunden zur Verfügung.
1995 wurde die Maschine vom ZNTK Piła als Museumslokomotive betriebsfähig aufgearbeitet und wieder als Pm36-2 bezeichnet. Derzeit wird die Lok vom Dampflokbetriebswerk Wolsztyn auch vor planmäßigen Regionalzügen eingesetzt.

## Bilder

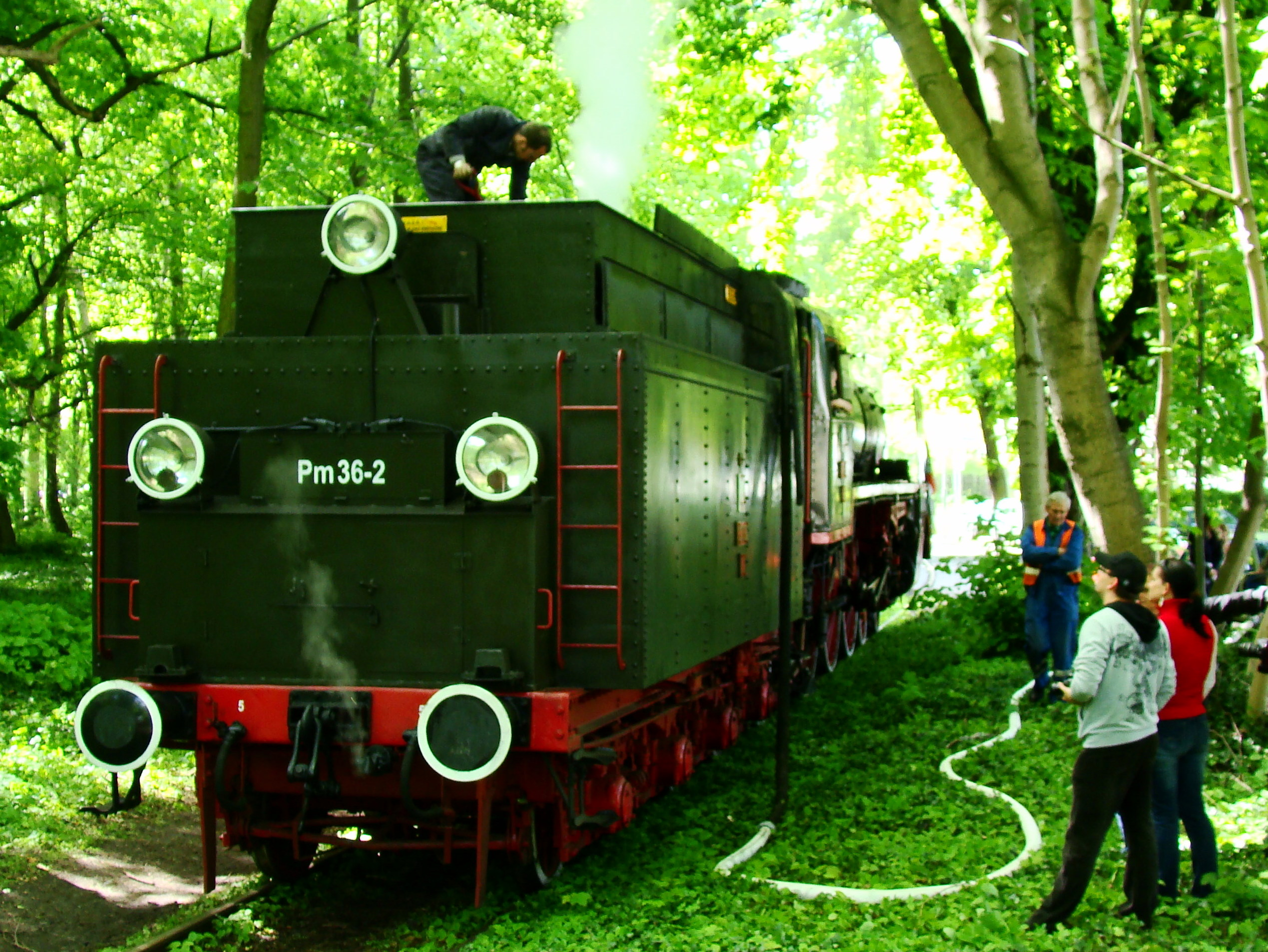
Schlepptender der Pm36-2
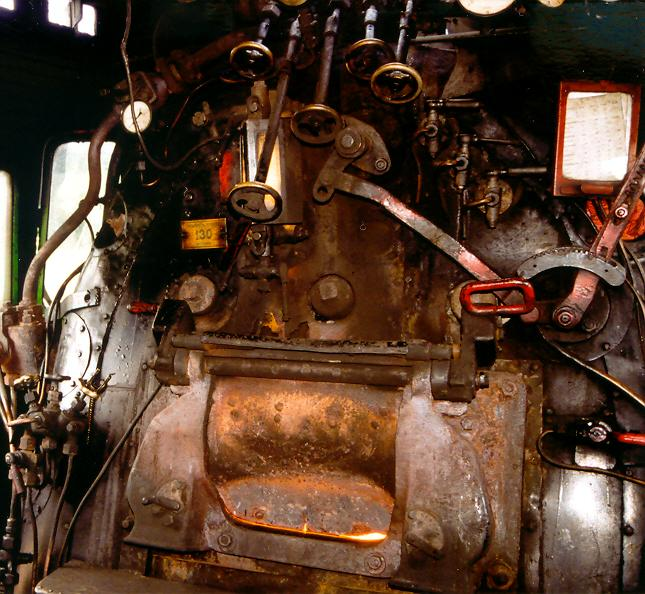
Führerstand
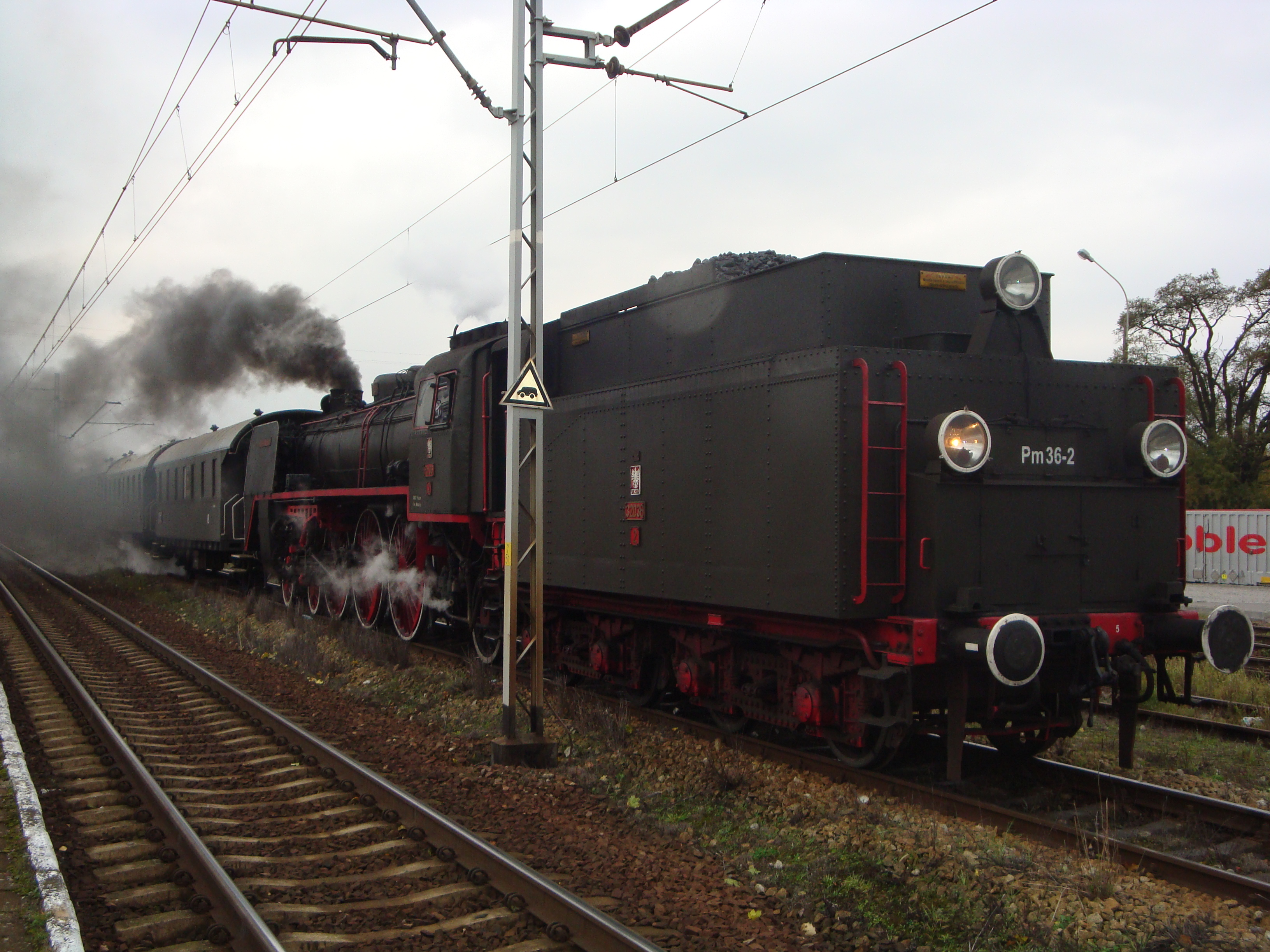
Pm36-2 mit Tender
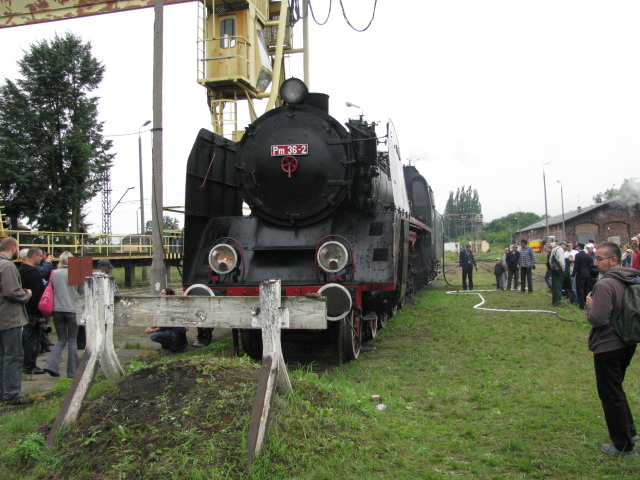
Pm36-2 – in Bydgoszczy 2011
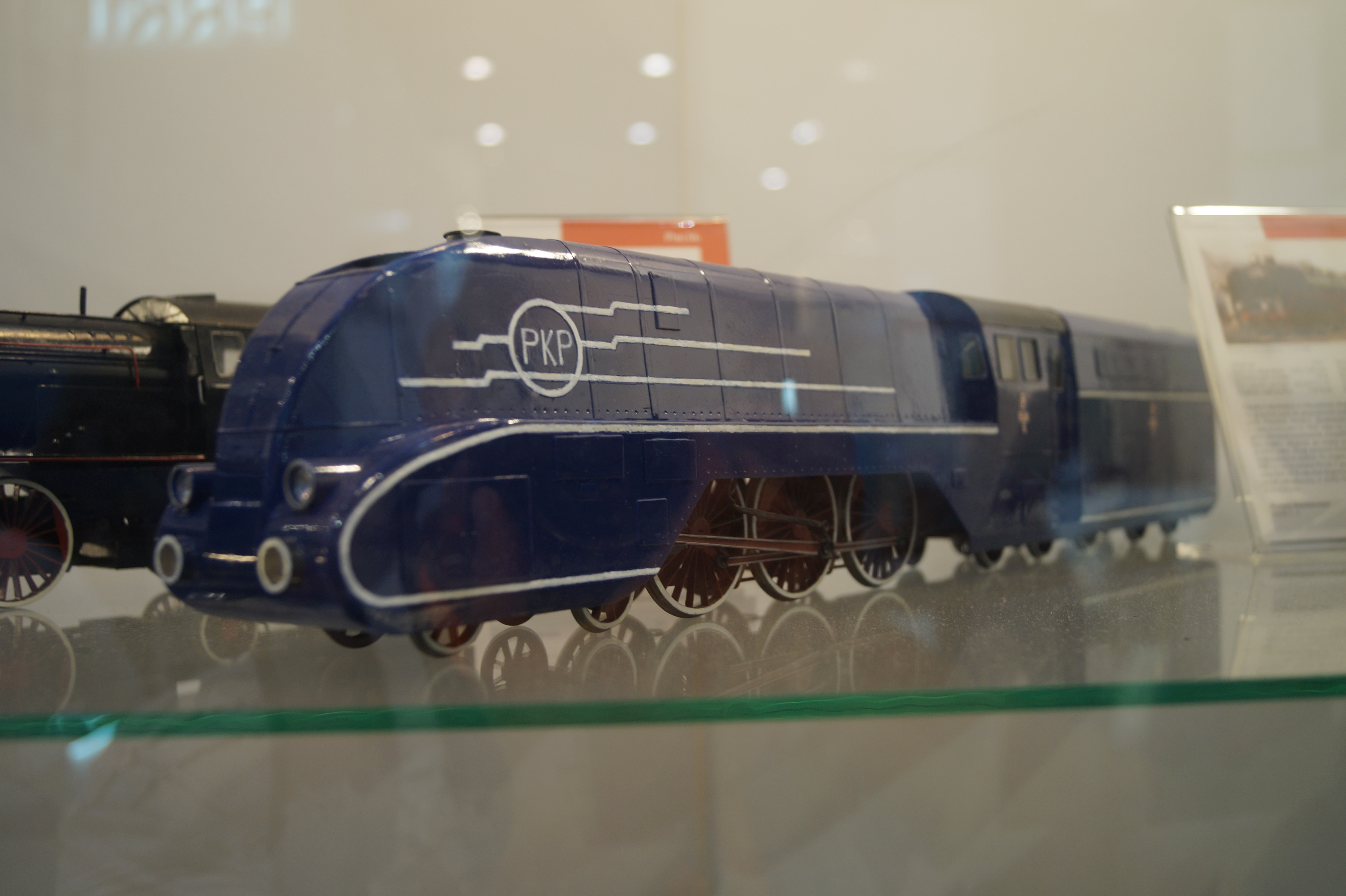
Model
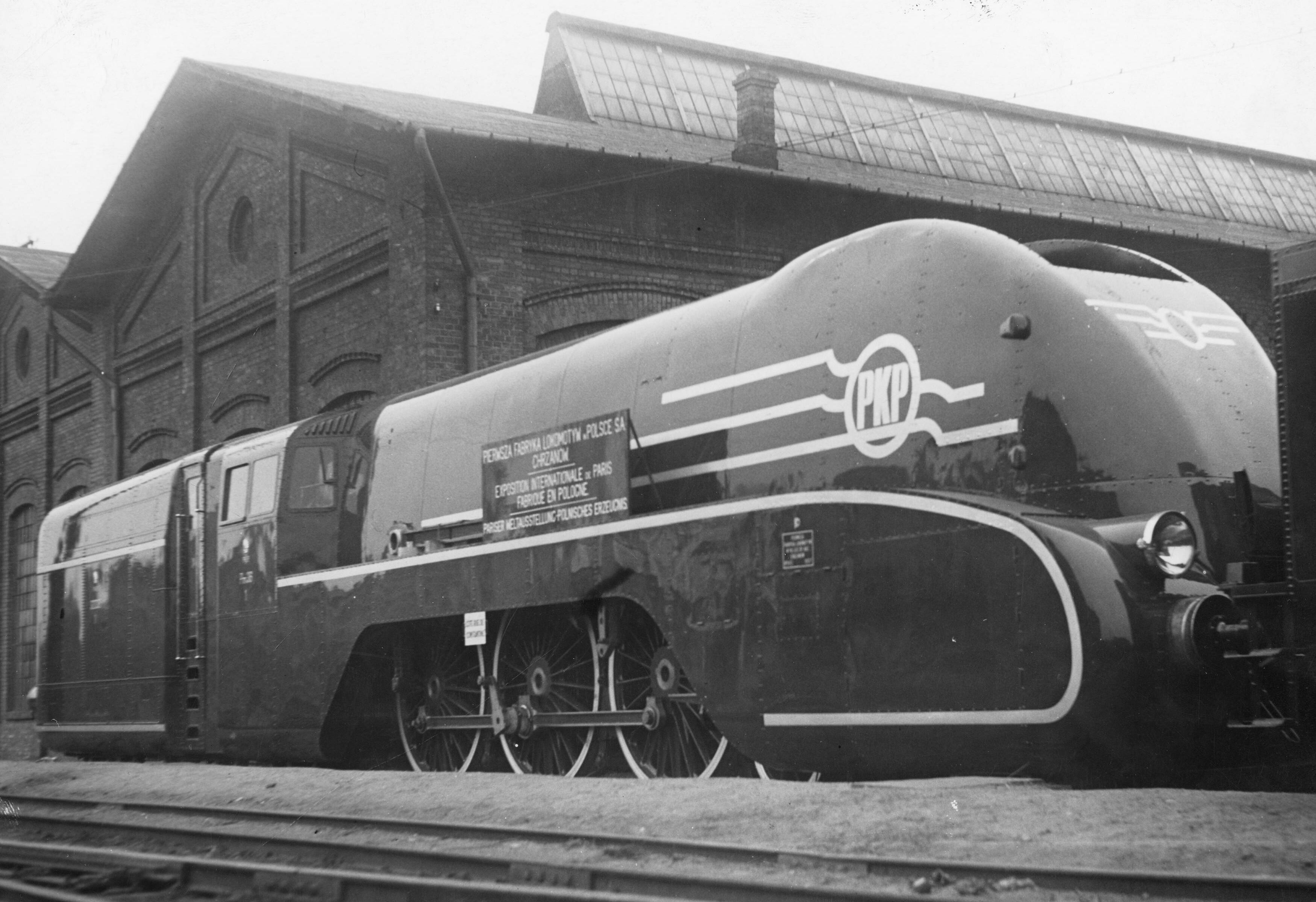
Pm36 mit Stromlinienverkleidung, Paris, Weltausstellung 1937